# Blandine Lenoir
Pour les articles homonymes, voir Lenoir.
Blandine Lenoir est une actrice, réalisatrice et scénariste française, née le 22 septembre 1973.

## Filmographie

### Comme actrice

#### Cinéma
- 1991 : Carne de Gaspar Noé (moyen métrage) : la fille du boucher
- 1992 : La Maison verte de Sylvie Verheyde (court métrage) : Sophie
- 1995 : Délit mineur d’Olivier Panchot (court métrage) : Corinne
- 1995 : Le Plus bel âge... de Didier Haudepin : Blandine
- 1997 : Jeunesse de Noël Alpi : Lina
- 1998 : Seul contre tous de Gaspar Noé : Cynthia
- 1999 : Haut les cœurs ! de Sólveig Anspach : une infirmière
- 2004 : Dans tes rêves d'elle-même (court métrage)
- 2004 : (Mon) Jour de chance de Nicolas Brevière (court métrage)
- 2005 : Rosa d'elle-même (court métrage)
- 2005 : Sauf le respect que je vous dois de Fabienne Godet : Marie
- 2008 : Versailles de Pierre Schöller : l'assistante sociale
- 2009 : Bancs publics (Versailles Rive-Droite) de Bruno Podalydès : la collègue #1
- 2010 : Monsieur l'Abbé d'elle-même (court métrage)
- 2014 : Zouzou d'elle-même : la mère de Lisette
- 2017 : Embrasse-moi ! d'Océan et Cyprien Vial : la jurée sympathique à l'oral
- 2019 : La Vie scolaire de Grand Corps Malade et Mehdi Idir : Anne, principale du collège

#### Télévision
- 1998 : Nanou ou Gaëlle de Christine François (téléfilm) : Gaëlle
- 1999 : Maigret, épisode Meurtre dans un jardin potager (série télévisée) d'Edwin Baily : Hélène
- 2000 : Le Bois du Pardoux de Stéphane Kurc (téléfilm) : Louise
- 2000 : Maigret, épisode Maigret chez les riches de Denys Granier-Deferre (série télévisée) : Lise
- 2003 : Par amour d’Alain Tasma (téléfilm) : la surveillante
- 2005 : Engrenages, saison 1, épisode 2 de Philippe Triboit (série télévisée)
- 2007 : L'Embrasement de Philippe Triboit (téléfilm)
- 2009 : Boulevard du Palais, épisode Jeu de massacre de Thierry Petit (série télévisée) : Céline Couturier
- 2009 : Ticket gagnant de Julien Weill (téléfilm) : la patronne du bar
- 2013 : Tiger Lily, quatre femmes dans la vie de Benoît Cohen, épisode 6 San Francisco (mini-série télévisée) : Sarah Diefenthal
- 2013 : Famille d'accueil, saison 11, épisode 6 Le Jugement de Salomon d'Alain Wermus (série télévisée) : Madame Pérez
- 2014 : Ainsi soient-ils de Rodolphe Tissot, saison 2, épisode 3 (série télévisée) : une femme du jury

#### Clip
- 2012 : To Make It For Pleasure de Fiodor Dream Dog

### Intervenante
- 2005 : Philippe Nahon, de l'acteur fétiche à l'icône (documentaire) d’Arnaud Cafaxe

### Comme réalisatrice
- 2000 : Avec Marinette (court métrage)
- 2004 : Dans tes rêves (court métrage)
- 2005 : Rosa (court métrage)
- 2006 : Ma culotte (court métrage)
- 2006 : Pour de vrai (court métrage)
- 2008 : Bien dans ma peau (Cure bien-être) (court métrage) collection Scénarios contre les discriminations
- 2010 : Monsieur l'Abbé (court métrage)
- 2014 : L'Amérique de la femme (court métrage)[1]
- 2014 : Zouzou
- 2017 : Aurore
- 2022 : Annie colère
- 2024 : Juliette au printemps

## Récompenses et distinctions

### Récompenses
- Festival international du court métrage de Clermont-Ferrand 2000 : prix SACD du meilleur premier film pour Avec Marinette
- Festival Côté Court de Pantin 2000 : Grand Prix pour Avec Marinette
- Festival international du cinéma au féminin de Bordeaux 2004 : Vague d'or du meilleur court métrage pour Dans tes rêves
- Festival international du court métrage de Clermont-Ferrand 2006 : meilleure actrice pour Rosa
- Festival Jean Carmet de Moulins 2006 : meilleur jeune espoir féminin (prix du jury)
- Festival Un poing c'est court de Vaulx-en-Velin 2016 : prix du public pour L’Amérique de la femme

### Nominations
- Césars 2011 : meilleur court métrage pour Monsieur l'Abbé